# ایشنبرگ (هیلدبورگهاوزن)
ایشنبرگ (به آلمانی: Eichenberg) یک شهر در آلمان است که در Hildburghausen واقع شده‌است. ایشنبرگ ۱۸۷ نفر جمعیت دارد.